# Rue de l'Abbé-Rousselot
La rue de l’Abbé-Rousselot est une rue du 17e arrondissement de Paris.

## Origine du nom

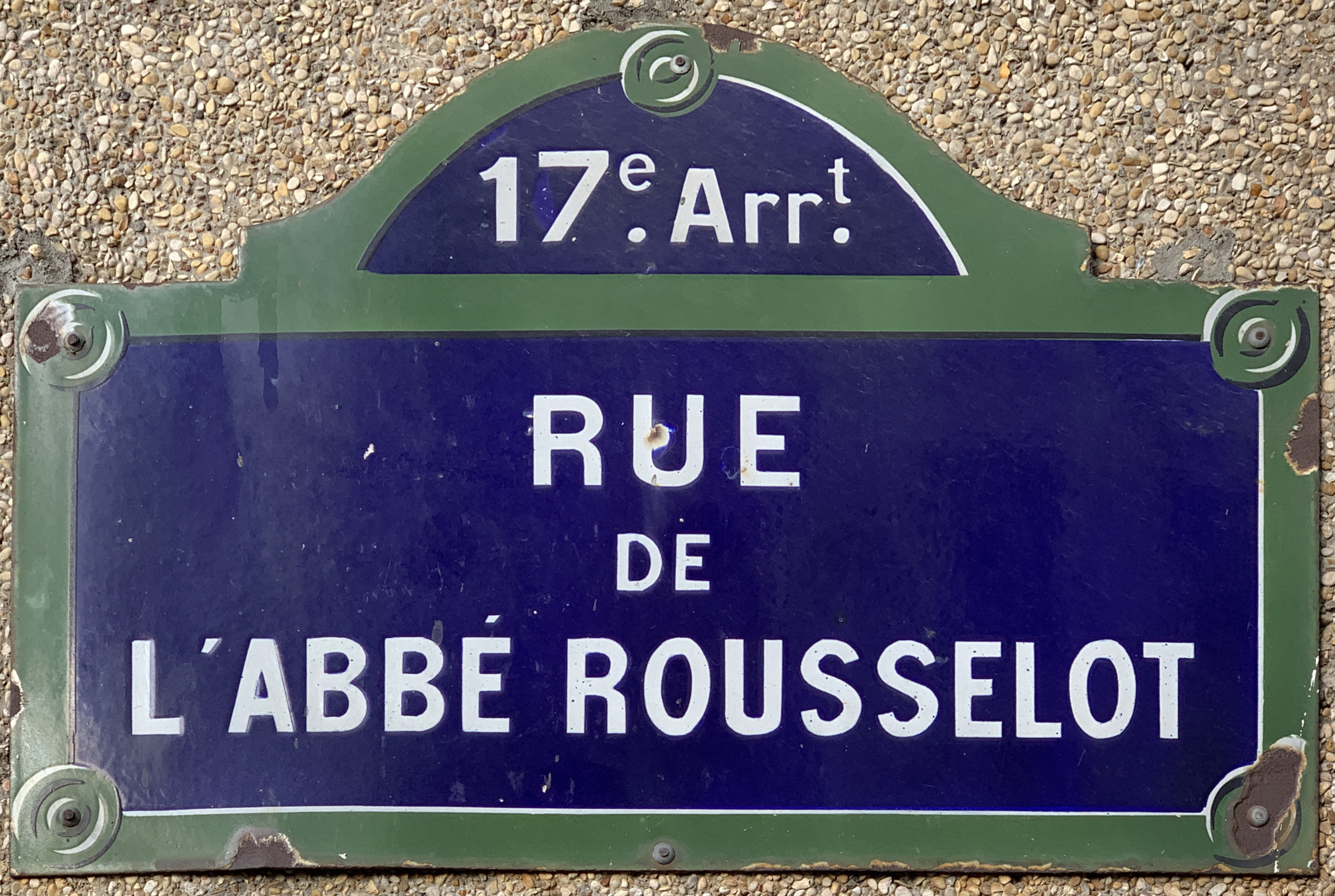
Plaque de la rue.

Elle tient son nom de Jean-Pierre Rousselot (1846-1924), abbé, phonéticien, professeur au Collège de France.

## Historique
Cette rue est ouverte et prend sa dénomination actuelle en 1929 sur l'emplacement du bastion no 46 de l'enceinte de Thiers.